# Rivière Delisle
Pour l’article homonyme, voir Delisle.
La rivière Delisle est un cours d'eau de l'est de l'Ontario et du sud-ouest du Québec. Elle prend sa source autour du hameau de Dominionville (Ontario), dans la municipalité de Glengarry Nord ; puis coule vers le nord-est, entrant sur le territoire du Québec, où elle traverse les municipalités de Sainte-Justine-de-Newton, de Saint-Polycarpe et de Coteau-du-Lac, dans la municipalité régionale de comté (MRC) de Vaudreuil-Soulanges, dans la région administrative de la Montérégie, au Québec, au Canada.

## Géographie
Les bassins versants voisins de la rivière Delisle sont :
- côté nord : rivière Rigaud, rivière Rigaud Est ;
- côté est : rivière Rouge, fleuve Saint-Laurent ;
- côté sud : rivière Beaudette, ruisseau du Grand Marais, raisin river (Ontario), fleuve Saint-Laurent ;
- côté ouest : Cobbs Lake Creek, Scoth River, East Branch Scotch River, Raisin River (Ontario).

La rivière Delisle prend sa source en milieu agricole autour du hameau de Dominionville (Ontario), soit au sud du canton de Glengarry Nord.
À partir de ce hameau, la rivière Delisle coule d'abord sur :
- 25,5 km vers le nord-est jusqu'au hameau de Guaytown, situé au nord d'Alexandria ;
- 33,9 km vers le sud-est en contournant le village d'Alexandria par le nord-est, traversant le chemin de fer, passant au nord-est du hameau Glen Norman, au sud du hameau de Dalhousie Mills, traverse la frontière Ontario-Québec et passe au sud du hameau de Peveril situé dans Sainte-Justine-de-Newton, jusqu'au cœur du village de Saint-Polycarpe ;
- 12,6 km vers le sud-est en traversant le hameau Les Coteaux, en traversant le chemin et fer et l'autoroute 20, jusqu'à son embouchure situé au cœur du village de Coteau-du-Lac (Québec).

En somme, la rivière Delisle traverse sur une trentaine de kilomètres la pointe de Vaudreuil-Soulanges en passant dans les municipalités de Sainte-Justine-de-Newton, de Saint-Polycarpe et des Coteaux. La rivière se déverse sur la rive nord du fleuve Saint-Laurent à Coteau-du-Lac face aux Rapides de Coteau-du-Lac. 

## Toponymie
L'existence de ce toponyme est connu depuis aussi loin que le 27 février 1832, par le biais de l'acte d'érection canonique de la paroisse de Saint-Ignace-du-Coteau-du-Lac qui signale une côte désignée « Rivière à Delisle ». Notons que l'aveu et dénombrement des terres de 1725 dans la seigneurie de Vaudreuil fait référence à Philippe Arrivé, dit Delisle et François Arrivé, dit Delisle.
Le toponyme de la « rivière Delisle » est officialisé le 5 décembre 1968 à la Commission de toponymie du Québec.